# ARM Cuauhtémoc
 ARM Cuauhtémoc BE-01, MMSI 345186001, IMO 8107505 – żaglowiec szkolny Marynarki Wojennej Meksyku. Kilka krajów Ameryki Łacińskiej ma swoje żaglowce szkolące młodzież studiującą w tamtejszych uczelniach morskich. Przedstawicielem tego rejonu świata jest właśni ten meksykański trzymasztowy bark. W języku Indian zamieszkujących obszary Meksyku cuauhtémoc to pikujący orzeł. Takie imię nosił ostatni władca Azteków, który wsławił się w walkach z hiszpańską konkwistą. To jego przedstawia piękny galion na dziobie żaglowca. „Cuauhtémoc” stacjonuje w Vera Cruz na wschodnim wybrzeżu Meksyku albo w Acapulco na Pacyfiku.

## Historia i rejsy
Żaglowiec został zbudowany w stoczni Celaya w Bilbao w Hiszpanii. Budowę jednostki ukończono 29 lipca 1982 r., a następnie przekazano pierwszej załodze i Marynarce Wojennej Meksyku.
Żaglowiec „Cuauhtemoc” znany jest także jako The Ambassador (Ambasador) i Knight of the Seas (Rycerz mórz), wyszkolił 24 roczniki żeglarzy i pokonał 486 184 mil w czasie 3823 dni.
Niezależnie od krótkich rejsów szkolnych, mimo stosunkowo młodego wieku, żaglowiec odbył już wiele dalekich rejsów. Między innymi w 1990 roku okrążył świat, a w latach 1992–1993 Amerykę Południową. „Cuauhtemoc” często uczestniczy w europejskich zlotach wielkich żaglowców.
„Cuauhtemoc” otrzymał wiele różnych nagród z różnych krajów:
- 1998: Cutty Sark, Irlandia
- 2000: Cutty Sark, Irlandia
- 2000: 2. miejsce, Baltico 2000
- 2002: „Boston Teapot”, International Sail Training Association
- 2003: „Boston Teapot”, International Sail Training Association

„Cuauhtemoc” dwukrotnie okrążył legendarny Przylądek Horn. Pierwszy raz w 1993. Drugi natomiast w 2006 roku, podczas najdłuższej wyprawy odbytej przez żaglowiec, trwającej 239 dni, podczas której pokonał 30,502 mil morskich. W Polsce gościł m.in. na finale The Tall Ships' Races w Szczecinie w 2007 i 2013 roku. Po wizycie w Szczecinie w 2013, okręt zawinął z kilkudniową wizytą do Gdyni, gdzie w jeszcze niewyjaśnionych okolicznościach pobito jego załogę na plaży, wywołując protest dyplomatyczny Ministerstwa Spraw Zagranicznych Meksyku.
17 maja 2025 r. podczas wyjścia z New York Harbor żaglowiec utracił napęd i znoszony przez prąd wody uderzył w nowojorski Most Brookliński, uszkadzając wszystkie trzy maszty. Ich wysokość wynosiła 48 m przy prześwicie mostu równym 41,1 m. W chwili zdarzenia na pokładzie znajdowało się 277 osób. Dwóch kadetów poniosło śmierć, a 22 osoby zostały ranne, w tym trzy ciężko.

## Zdjęcia

ARM Cuauhtémoc (BE-01)
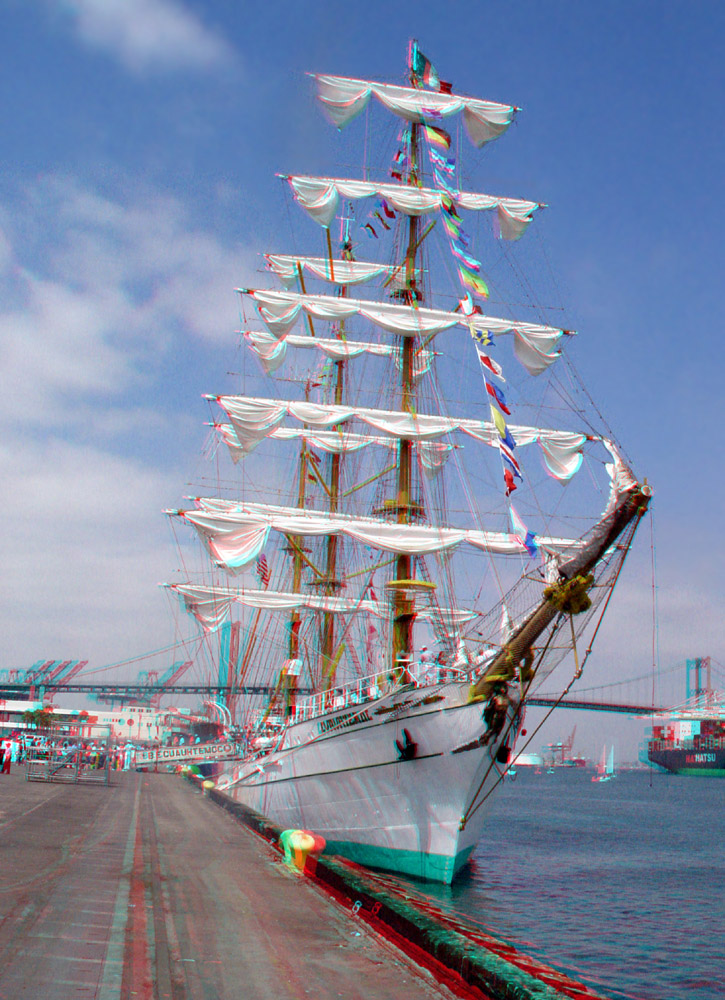
ARM Cuauhtémoc (BE-01)
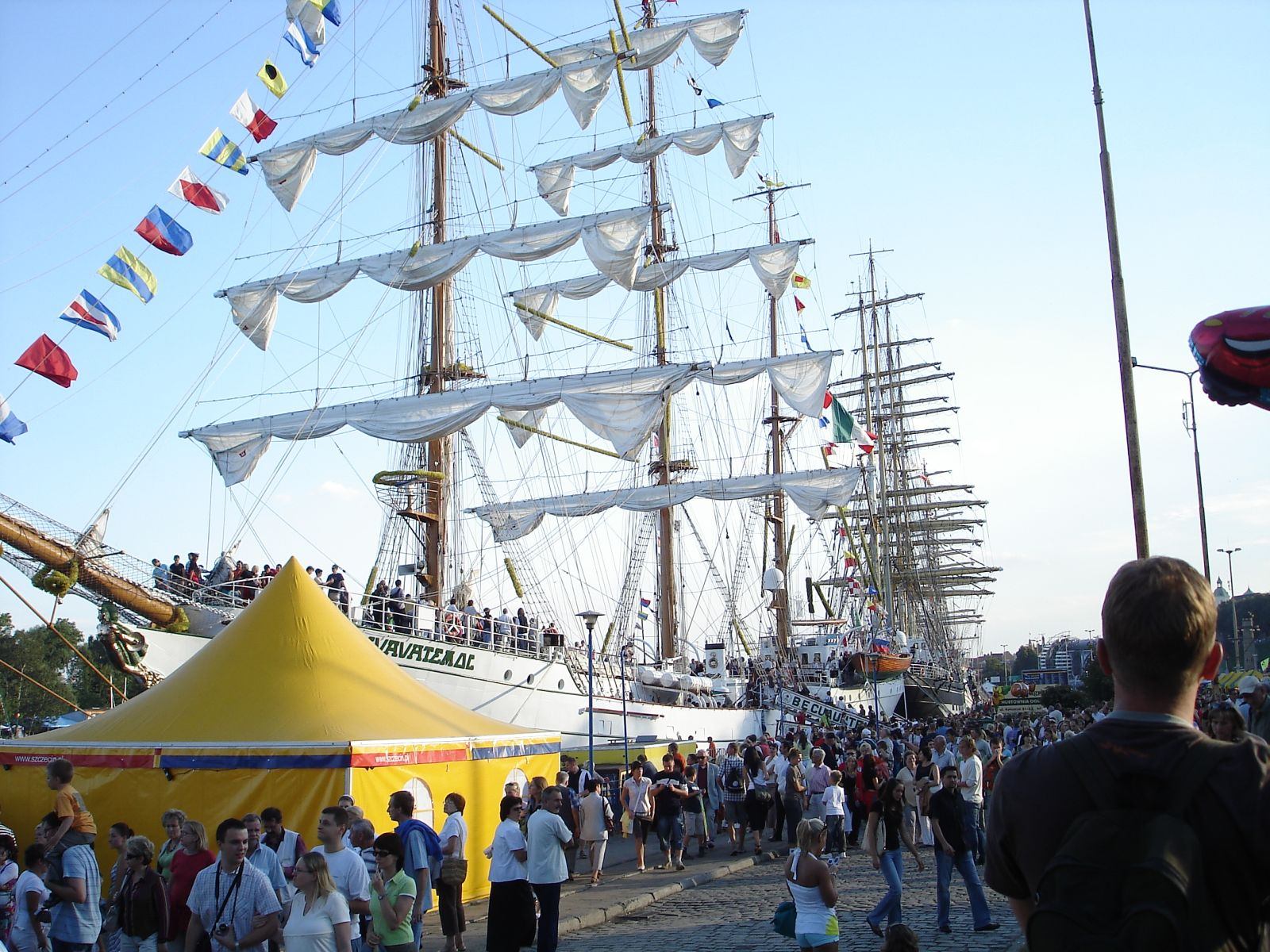
Cuauhtémoc w Szczecinie
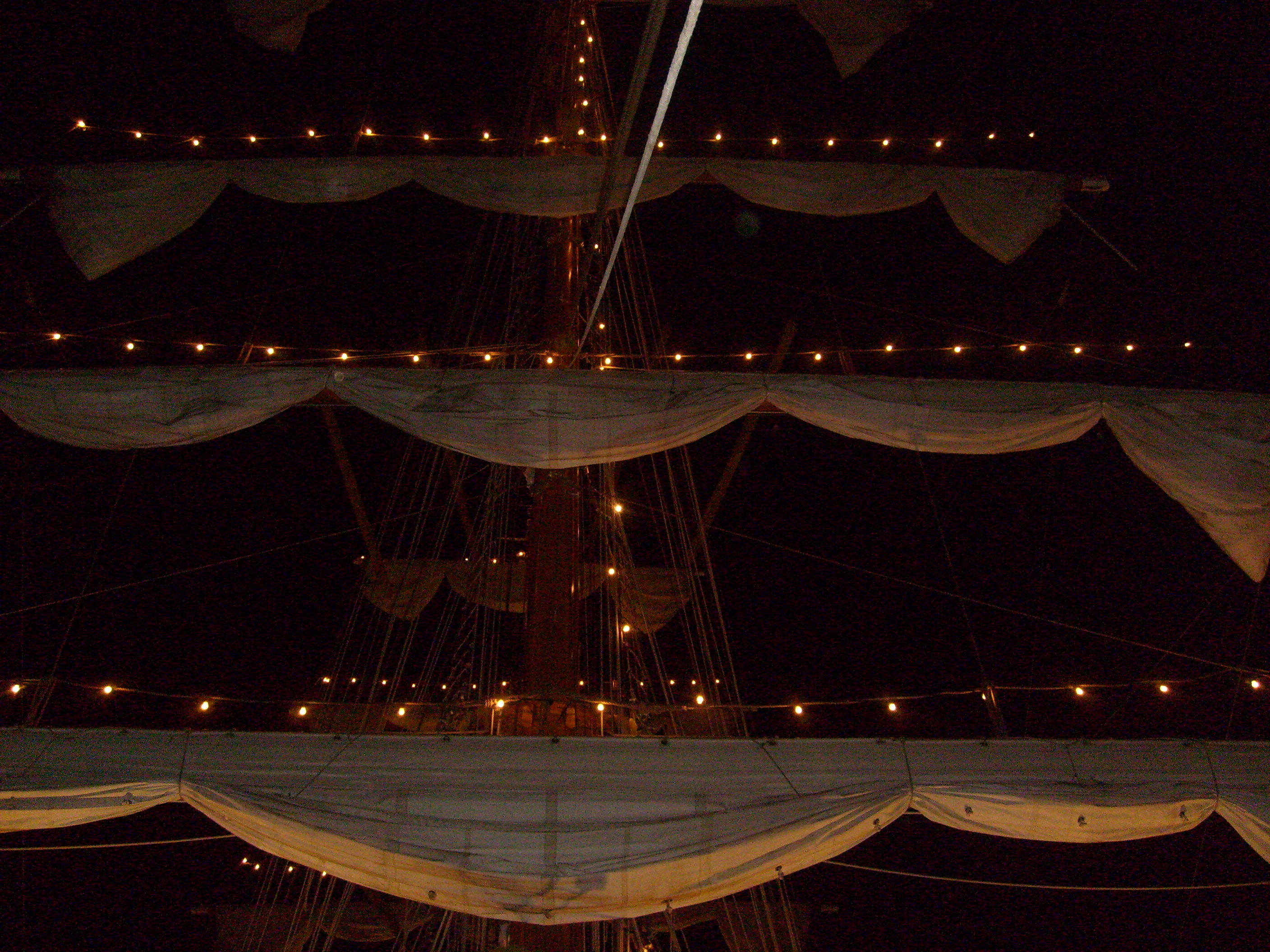
Oświetlone maszty i reje żaglowca w porcie w Szczecinie w 2007 roku
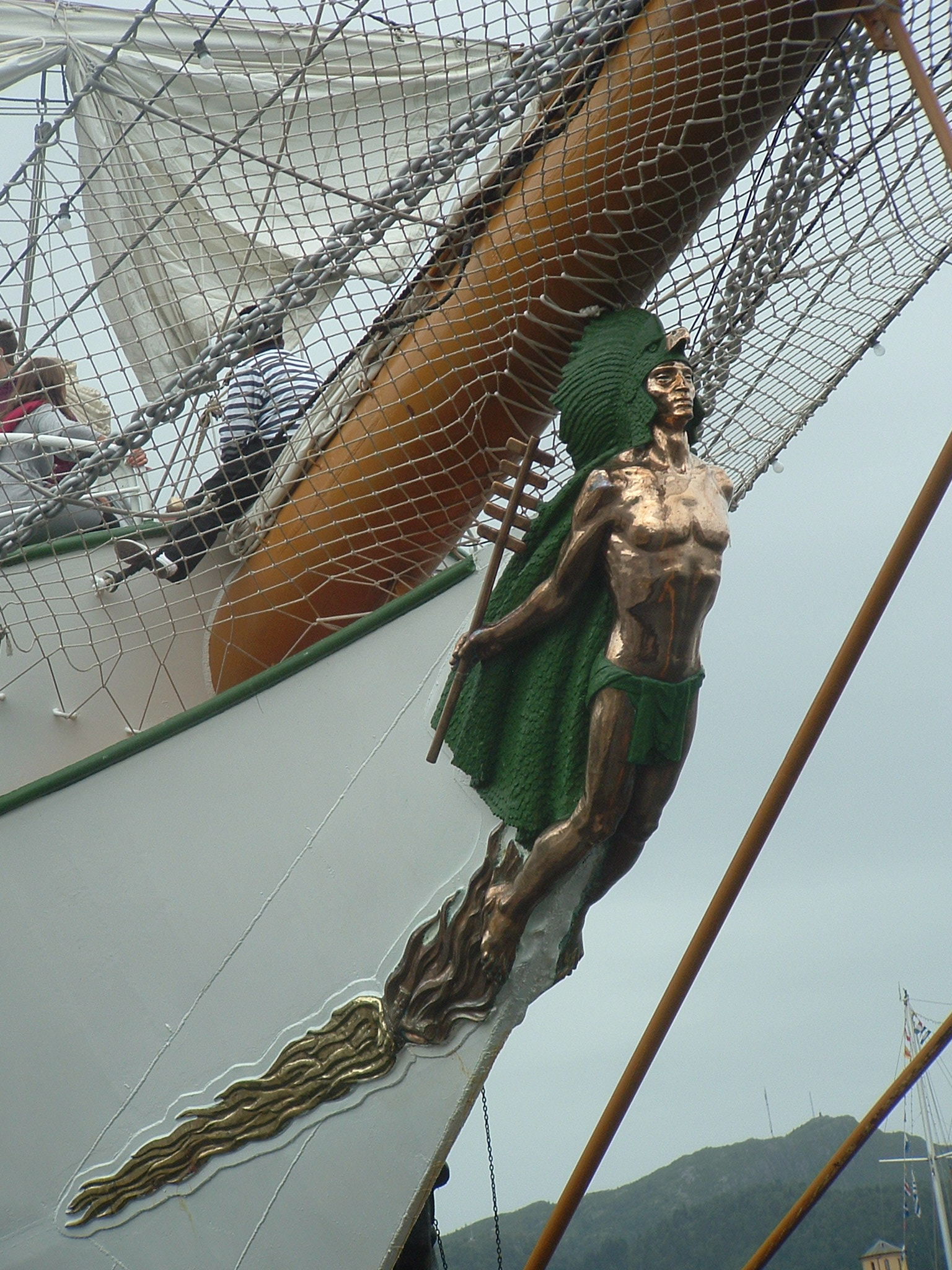
galion ARM Cuauhtémoc (BE-01) - podobizna Cuauhtémoca - ostatniego wodza Azteków